# Enneapterygius shaoi
Enneapterygius shaoi és una espècie de peix de la família dels tripterígids i de l'ordre dels perciformes.

## Morfologia
- Els mascles poden assolir 2,4 cm de longitud total.[3][4]

## Hàbitat
És un peix marí de clima tropical que entre 3-12 m de fondària.

## Distribució geogràfica
Es troba a Taiwan.